# Parafia Matki Bożej Częstochowskiej w Mysłowicach
Parafia Matki Bożej Częstochowskiej – rzymskokatolicka parafia znajdująca się w Mysłowicach, w dzielnicy Kosztowy. Parafia należy do dekanatu mysłowickiego w archidiecezji katowickiej. Erygowana 22 marca 1981 roku. Kościół parafialny wzniesiony według projektu Stanisława Kwaśniewicza poświęcił abp Damian Zimoń 24 sierpnia 1992 roku.

## Proboszczowie[2]
- ks. proboszcz Arkadiusz Janyga, 1976 – 1980
- ks. proboszcz Jan Michalski, 1981 – 2009
- ks. proboszcz Andrzej Słabkowski, 2009 – 2015
- ks. proboszcz Jan Emanuel Sołtysik, 2015 – nadal.

## Grupy parafialne
Na terenie parafii działa kilkanaście grup parafialnych:
- Akcja Katolicka,
- Apostolstwo Dobrej Śmierci,
- Bractwo Pielgrzymkowe,
- Chór parafialny „Magnificat”,
- Kółko modelarskie,
- Koło Misyjne Dzieci i Młodzieży,
- Legion Maryi,
- Ministranci,
- Nadzwyczajni Szafarze Komunii Św.,
- Parafialna Rada Duszpasterska,
- Rodzina Radia Maryja,
- Ruch Światło-Życie (Oaza Młodzieżowa),
- Schola dziecięca,
- Schola młodzieżowa,
- Zespół Charytatywny,
- Żywy Różaniec.